# Serrodiscus
Serrodiscus es un género de trilobites de la familia Weymouthiidae, dentro del orden Agnostida. Este animal vivió en el Cámbrico Inferior tardío, y sus restos se han encontrado en varios lugares, como España (Montes de Toledo y La Sisla) Canadá, China, Reino Unido, Alemania, Polonia, Rusia (Tuvá) y Estados Unidos. El nombre del género proviene de las espinas que tiene en el lado ventral de su pigidio, lo que le da una apariencia dentada.
Fletcher y Theokritoff (2008) designaron el ejemplar de Shaw (1950, pl. 79, fig. 24) de Weymouthia nobilis (Ford, 1872) como el holotipo de una nueva especie, Serrodiscus weymouthioides. Además, consideraron a Runcinodiscus Rushton (en Bassett et al., 1976) como un sinónimo menor de Serrodiscus. Antes, Weymouthia y Runcinodiscus se habían considerado estrechamente relacionados con Serrodiscus (por ejemplo, según Rushton, 1976).
La especie tipo es Serrodiscus serratus.

## Descripción
Al igual que todos los miembros de la familia Weymouthiidae, Serrodiscus no tiene ojos ni suturas faciales. Su cefalón tiene forma semielíptica, con una glabela que es cónica o de lados paralelos y, generalmente, presenta surcos débiles o apenas visibles. La parte frontal de la glabela no llega hasta el surco anterior, y el campo preglabelar es corto y hundido, a veces separando las genas mediante una ligera depresión. El anillo occipital puede tener o no una columna que se extienda hacia atrás. El borde cefálico es convexo y puede presentar hasta ocho pares de tubérculos en los laterales. El tórax consta de tres segmentos. El pigidio tiene un eje ancho y subcónico, con más de ocho anillos. Los campos pleurales tienen una ligera estriación (visible solo en el molde interno). El borde del pigidio se estrecha hacia la parte posterior y, generalmente, posee alrededor de ocho espinas ventrales a cada lado.

## Comportamiento
Serrodiscus podría proteger su parte inferior blanda mediante enrollamiento y se ha demostrado que las espinas ventrales en el doblez pigidial entrelazan los nodos en el borde cefálico, probablemente mejorando la defensa.

## Especies
- Serrodiscus serratus Richter & Richter (1941) – Especie tipo (Eodiscus (Serrodiscus) serratus).
- Serrodiscus silesius Richter & Richter (1941, lámina 1, figs. 11-14; Geyer & Elicki, 1995, figs. 3.1-3.9, 5.1, 5.3).
- Serrodiscus speciosus (Ford, 1872).
- Serrodiscus bellimarginatus (Shaler y Foerste, 1888).
- Serrodiscus weymouthioides Fletcher y Theokritoff (2008), = Weymouthia nobilis (Ford, 1872); Rushton (en Bassett et al., 1976, pág. 630) consideró que Weymouthia nobilis (Ford, 1872) es un nomen dubium.
- Serrodiscus ctenoa Rushton, 1966.[10]
- Serrodiscus mackenziensis Fritz, 1973.[11]
- Serrodiscus daedatus Öpik, 1975.[12]
- Serrodiscus gravestocki Jell (en Bengston et al., 1990).
- Serrodiscus areolosus Zhou en Zhou et al., 1982.[13]
- Serrodiscus subclavatus Rasetti, 1966.[14]
- Serrodiscus spinulosus Rasetti, 1966.
- Serrodiscus latus Rasetti, 1966.
- Serrodiscus griswaldi Rasetti, 1967.[15]

## Distribución
Serrodiscus bellimarginatus (Shaler y Foerste, 1888) se ha encontrado en el Cámbrico Inferior de Canadá (Atdabaniano), en la zona de Callavia broeggeri, serie Branchiana, miembro St. Mary's, formación Brigus, Long Cove, bahía Trinity y Redland Point, bahía St. Mary's, Terranova.
Serrodiscus speciosus (Ford, 1873) ha sido identificado en el Cámbrico Inferior de Polonia (Atdabaniano), en la arenisca de Ocieseki y la pizarra de Kamieniec, en las montañas de la Santa Cruz. Además, esta especie se encuentra en la Formación Brown's Pond (“Formación Schodack”), Troy, Nueva York. La localidad tipo de S. speciosus se encuentra en la localidad cs-4 de Rasetti (1966), en lechos de piedra caliza que forman varios afloramientos en una ladera (Granja Griswold), aproximadamente a 1 milla al sureste de North Chatham, condado de Columbia, Nueva York, EE. UU. Esta fauna es conocida como el faúnulo de Acimetopus bilobatus, uno de los trilobites más comunes y característicos de la región. También se ha hallado en una sección de aproximadamente 250 pies de estratos expuestos a lo largo de las vías del ferrocarril central de Nueva York, en la costa este del río Hudson, cerca de Judson Point. Los fósiles se encuentran a unos 30, 40 y 75 pies por debajo de la parte superior de la pizarra, lo que indica la fauna de Elliptocephala asaphoides del Cámbrico Inferior.
Serrodiscus ctenoa Rushton, 1966, fue recuperado de la Formación Purley Shale (aproximadamente 450 pies sobre la base), Biozona Protolenus, de Camp Hill, Iglesia de San Pablo, Stockingford, Nuneaton, Warwickshire, Inglaterra. El holotipo es A 57067, conservado en las colecciones del Museo Sedgwick de Ciencias de la Tierra, Universidad de Cambridge, Inglaterra. El intervalo ICS más cercano corresponde a la Serie Cámbrica 3 – Época Terreneuviana.
Serrodiscus silesius Richter & Richter, 1941, proviene de los lechos de Serrodiscus del miembro Lusatiops, Niederludwigsdorf, cerca de Görlitz, Sajonia, Alemania oriental, encontrado en la cantera 1 (material de Schwarzbach 1934 y Richter & Richter, 1941) y cantera 3.
Serrodiscus areolosus Zhou en Zhou et al., 1982, fue descrito a partir de la Formación Shuangyingshan, Cámbrico Inferior (Serie Cámbrica 2) de Dahuoluo, Condado de Subei, noroeste de Gansu, China.
Serrodiscus gravestocki Jell (en Bengston et al., 1990) fue descubierto en el grupo Hawker del Cámbrico Temprano, Oraparinna Shale, Bunyeroo Gorge, Flinders Ranges, Australia del Sur.
Serrodiscus subclavatus Rasetti, 1966a, fue recolectado en la localidad de Rasetti cs-4, Griswold Farm, North Chatham, Estado de Nueva York (ver S. speciosus para más detalles).
Serrodiscus spinulosus Rasetti, 1966a, también fue recolectado en la localidad cs-4 de Rasetti, Griswold Farm.
Serrodiscus latus Rasetti, 1966a, recolectado en la misma localidad cs-4 de Rasetti, Griswold Farm.
Serrodiscus griswaldi Rasetti, 1967, se recolectó igualmente en la localidad cs-4 de Rasetti, Griswold Farm.